# Associazione Sportiva Martina Franca 1947 2015-2016
Questa voce raccoglie le informazioni riguardanti l'Associazione Sportiva Martina Franca 1947 nelle competizioni ufficiali della stagione 2015-2016.

## Stagione
Nella stagione 2015-2016 il Martina Franca disputa il girone C del campionato di Lega Pro. Raccoglie sul campo 24 punti. Con una penalizzazione di 2 punti si piazza al terz'ultimo posto. Per ottenere la salvezza disputa il Play-out contro il Melfi, che in campionato ha raccolto 30 punti. Nella partita di andata il Martina Franca si impone (1-0), nel ritorno resiste sollo (0-0) conquistando la salvezza. Per raggiungere l'obiettivo ha cambiato tre allenatori nel corso della stagione. Grande protagonista di stagione il francese Alain  Baclet che ha firmato 13 reti in campionato, più uno decisivo nel Play-out. Nella Coppa Italia di Lega Pro il Martina Franca disputa il girone H di qualificazione, che ha promosso l'Ischia.

## Divise e sponsor
Lo sponsor tecnico per la stagione 2015-2016 è Joma, mentre lo sponsor ufficiale è Due Esse.
| Casa | Trasferta | Terza divisa | Quarta divisa |

## Organigramma societario
Di seguito sono riportati i membri dello staff del Martina Franca.
Area direttiva
- Presidente e amministratore unico: Massimiliano Lippolis, dal 15 novembre Luca Tilia[2]
- Vice presidente: Giuseppe Cervellera
- Direttore generale: Martino Petrosino

Area comunicazione
- Responsabile ufficio stampa: Sandro Corbascio

Area marketing
- Responsabile marketing e commerciale: Carlo Alberto Giuliani

Area organizzativa
- Segretario generale e sportivo: Pasquale Saldamarco
- Responsabile amministrazione, finanza e controllo: Fabrizio Sansò
- Delegato per la sicurezza: Vito Cipulli
- Vice delegato per la sicurezza: Giovanni Galluzzo
- Delegato trifoseria–SLO: Francesco Simone
- Dirigenti Accompagnatori: Antonio Basta, Luca Petrini
- Collaboratori area amministrativa: Eligio Curia e Giuseppe La Rezza
- Fotografo ufficiale: Paolo Conserva
- Web master: Francesco Turlone

Area tecnica
- Responsabile area tecnica e allenatore: Giuseppe Incocciati[3], dal 28 gennaio Marco Cari[4][5], dal 26 febbraio Daniele Franceschini[6]
- Team manager: Fabrizio Buonfrate
- Allenatore in seconda: Stefano Furlan
- Preparatore portieri. Alfredo Cimino
- Preparatore atletico: Francesco Negro
- Magazziniere: Antonio Pascullo

Area sanitaria
- Medico responsabile sanitario: Antonio Lemma
- Medico sociale: Eligio Pizzigallo
- Massaggiatore: Cosimo Alfieri

## Rosa
Di seguito è riportata la rosa del Martina Franca.

## Calciomercato
Di seguito sono riportati i trasferimenti del calciomercato 2015-2016 del Martina Franca.

### Sessione estiva(dall'1/7 al 31/8)
| Acquisti | Acquisti               | Acquisti          | Acquisti      |
| R.       | Nome                   | da                | Modalità      |
| -------- | ---------------------- | ----------------- | ------------- |
| P        | Davide Petrachi        | Virtus Lanciano   | definitivo    |
| P        | Ugo Gabrieli           | Gallipoli         | definitivo    |
| P        | Giuseppe Simone        | Fidelis Andria    | definitivo    |
| P        | Sergio Viotti          |                   | svincolato    |
| D        | Giorgio Giura          | Bari              | definitivo    |
| D        | Domenico Marchetti     | Torres            | definitivo    |
| D        | Felipe Curcio          | Lupa Roma         | definitivo    |
| D        | Erminio Rullo          | Messina           | definitivo    |
| D        | Antonio Danese         | Grottaglie        | definitivo    |
| D        | Angelo Antonazzo       | Casertana         | definitivo    |
| D        | Ciro Sirignano         | Ischia Isolaverde | definitivo    |
| D        | Vincenzo Migliaccio    | Torres            | definitivo    |
| D        | Emanuele Allegra       | Napoli            | prestito      |
| D        | Luigi Ciampa           | Foligno           | fine prestito |
| C        | Giovanni Cristofari    | Como              | definitivo    |
| C        | Giacomo Zappacosta     | Catanzaro         | definitivo    |
| C        | Alessandro Scialpi     | Venezia           | definitivo    |
| C        | Mariano Bogliacino     | Lecce             | definitivo    |
| C        | Antonio Cardore        | Virtus Entella    | prestito      |
| C        | Luigi Viola            | Potenza           | definitivo    |
| C        | Manuel Puntar          | Udinese           | prestito      |
| C        | Andrea Di Gennaro      | Soccer Trani      | definitivo    |
| C        | Remo Basso             | Potenza           | definitivo    |
| A        | Davide Gaetani         | Giulianova        | definitivo    |
| A        | Alain Baclet           | Novara            | definitivo    |
| A        | Alessandro Gabrielloni | Taranto           | definitivo    |
| A        | Antonio Schetter       | Ischia Isolaverde | definitivo    |
| A        | Raffaele Franchini     |                   | svincolato    |
| A        | Andrei Cristea         |                   | svincolato    |

| Cessioni | Cessioni                | Cessioni             | Cessioni      |
| R.       | Nome                    | a                    | Modalità      |
| -------- | ----------------------- | -------------------- | ------------- |
| P        | Nicola Modesti          | Juve Stabia          | definitivo    |
| P        | Davide Petrachi         |                      | svincolato    |
| P        | Marco Bleve             | Lecce                | fine prestito |
| D        | Matteo Patti            | Vigor Lamezia        | definitivo    |
| D        | Giovanni Tomi           | Matera               | definitivo    |
| D        | Fabiano Medina da Silva | Padova               | definitivo    |
| D        | Luigi Ciampa            |                      | svincolato    |
| D        | Francesco De Giorgi     |                      | svincolato    |
| D        | Hysen Memolla           | Verona               | fine prestito |
| D        | Domenico Brunetti       | Lecce                | fine prestito |
| D        | Richard Samnick         | Bari                 | fine prestito |
| D        | Sedrick Kalombo         | Lecce                | fine prestito |
| C        | Carlo Calvetti          | Villafranca Veronese | definitivo    |
| C        | Rosario Bucolo          | Padova               | definitivo    |
| C        | Tobia Fusciello         |                      | svincolato    |
| C        | Ousmane Diop            |                      | svincolato    |
| C        | Vincenzo Pepe           |                      | svincolato    |
| C        | Filip Pivkovski         | Novara               | fine prestito |
| C        | Davide Leto             | Crotone              | fine prestito |
| C        | Luca Guadalupi          | Lecce                | fine prestito |
| C        | Carlo De Risio          | Benevento            | fine prestito |
| A        | Pietro Arcidiacono      | Juve Stabia          | definitivo    |
| A        | Adriano Montalto        | Trapani              | definitivo    |
| A        | Simone Caruso           | Catania              | fine prestito |
| A        | Andrea Magrassi         | Sampdoria            | fine prestito |

### Sessione invernale(dal 3/1 al 31/1)
| Acquisti | Acquisti            | Acquisti  | Acquisti   |
| R.       | Nome                | da        | Modalità   |
| -------- | ------------------- | --------- | ---------- |
| D        | Raffaele D'Orsi     | Catanzaro | definitivo |
| D        | Salvatore D'Alterio | Casertana | definitivo |
| C        | Riccardo Bernardino | Paganese  | definitivo |
| C        | Ivan Rajčić         | Casertana | definitivo |
| C        | Ante Kušeta         | Casertana | prestito   |
| C        | Salif Dianda        | Ternana   | definitivo |
| C        | Luca Di Lauri       |           | svincolato |
| A        | Adama Diakite       | Casertana | prestito   |
| A        | Leonardo Taurino    | Ternana   | prestito   |
| A        | Nicola Ciotola      | Casertana | definitivo |

| Cessioni | Cessioni               | Cessioni            | Cessioni      |
| R.       | Nome                   | a                   | Modalità      |
| -------- | ---------------------- | ------------------- | ------------- |
| D        | Giorgio Giura          | Virtus Francavilla  | definitivo    |
| D        | Ciro Sirignano         | Paganese            | definitivo    |
| C        | Alessandro Scialpi     | Virtus Francavilla  | definitivo    |
| C        | Luigi Viola            | Monopoli            | definitivo    |
| C        | Mariano Bogliacino     | Plaza Colonia       | definitivo    |
| C        | Giacomo Zappacosta     | Lupa Roma           | definitivo    |
| C        | Manuel Puntar          | Udinese             | fine prestito |
| A        | Raffaele Franchini     | Fiorenzuola         | definitivo    |
| A        | Andrei Cristea         | FC Politehnica Iași | definitivo    |
| A        | Alessandro Gabrielloni | Campobasso          | definitivo    |

## Risultati

### Lega Pro

#### Girone di andata
| Arbitro: | Catona (Reggio Calabria) |

|                      |           |  |
| La Mantia 87’ (rig.) | Marcatori |  |

| Arbitro: | Ranaldi (Tivoli) |

|                   |           |               |
| V. Migliaccio 36’ | Marcatori | 26’ Cicerelli |

| Arbitro: | Bichisecchi (Livorno) |

|                         |           |  |
| Kanoute 27’ Mancino 74’ | Marcatori |  |

| Arbitro: | Giua (Pisa) |

|               |           |              |
| Franchini 28’ | Marcatori | 90+1’ Vécsei |

| Arbitro: | Rabilotta (Sala Consilina) |

|             |           |  |
| Gambino 69’ | Marcatori |  |

| Arbitro: | Luciano (Lamezia Terme) |

|                          |           |  |
| Baclet 12’ Cristea 90+2’ | Marcatori |  |

| Arbitro: | Vesprini (Macerata) |

|                |           |  |
| Ingretolli 55’ | Marcatori |  |

| Arbitro: | Viotti (Tivoli) |

|                              |           |                        |
| Calil 12’, 79’ Calderini 21’ | Marcatori | 52’ (rig.), 69’ Baclet |

| Arbitro: | Di Gioia (Nola) |

|                     |           |            |
| Baclet 90+3’ (rig.) | Marcatori | 2’ Herrera |

| Arbitro: | Mei (Pesaro) |

|                             |           |  |
| Negro 7’ Mancosu 54’ (rig.) | Marcatori |  |

| Arbitro: | Pillitteri (Palermo) |

|  |           |                |
|  | Marcatori | 36’ A. Letizia |

| Arbitro: | Proietti (Terni) |

|                             |           |  |
| Cristea 11’, 76’ Baclet 50’ | Marcatori |  |

| Arbitro: | Camplone (Pescara) |

|                  |           |  |
| Onescu 3’, 90+2’ | Marcatori |  |

| Arbitro: | Amabile (Vicenza) |

|                                             |           |  |
| Baclet 27’ (rig.) De Lucia 75’ Schetter 79’ | Marcatori |  |

| Arbitro: | Cipriani (Empoli) |

|                          |           |            |
| Marotta 5’ Del Pinto 62’ | Marcatori | 12’ Curcio |

| Arbitro: | Lacagnina (Caltanissetta) |

|  |           |                        |
|  | Marcatori | 85’ Sarno 89’ Iemmello |

| Arbitro: | Chindemi (Viterbo) |

|                             |           |  |
| Gustavo 9’, 26’ Tavares 76’ | Marcatori |  |

#### Girone di ritorno
| Arbitro: | Forneau (Roma) |

|  |           |                                     |
|  | Marcatori | 43’ (rig.) Caccavallo 46’ Arrighini |

| Arbitro: | Detta (Mantova) |

|                                                |           |             |
| Caccavallo 40’ (rig.), 49’ (rig.) Palmiero 42’ | Marcatori | 17’ Ciotola |

| Arbitro: | Schirru (Nichelino) |

|                                    |           |                                             |
| Diakite 4’, 44’ Guarino 84’ (aut.) | Marcatori | 20’ (rig.) Di Vicino 25’ (rig.), 72’ Aladje |

| Arbitro: | Piccinini (Forlì) |

|                                                 |           |  |
| Moscardelli 39’ (rig.) Doumbia 64’ Beduschi 77’ | Marcatori |  |

| Arbitro: | Tursi (Valdarno) |

|                          |           |                         |
| Bernardino 5’ Baclet 66’ | Marcatori | 64’ Croce 90+4’ Lescano |

| Arbitro: | Ranaldi (Tivoli) |

|                                                                        |           |  |
| Del Sante 23’ Izzillo 29’ Gabrieli 33’ (aut.) Diop 36’ Lisi 58’, 90+1’ | Marcatori |  |

| Arbitro: | Guarino (Caltanissetta) |

|                                     |           |  |
| Schetter 12’ Baclet 50’ (rig.), 71’ | Marcatori |  |

| Arbitro: | D'Apice (Arezzo) |

|            |           |  |
| Baclet 32’ | Marcatori |  |

| Arbitro: | Volpi (Arezzo) |

|           |           |              |
| Masini 9’ | Marcatori | 90+2’ Kušeta |

| Arbitro: | Morreale (Roma) |

|              |           |              |
| Baclet 90+2’ | Marcatori | 45+2’ Marano |

| Arbitro: | Valiante (Nocera Inferiore) |

|               |           |  |
| Infantino 22’ | Marcatori |  |

| Arbitro: | Sassoli (Arezzo) |

|                      |           |             |
| Di Piazza 81’ (rig.) | Marcatori | 64’ Taurino |

| Arbitro: | Guccini (Albano Laziale) |

|  |           |                                                 |
|  | Marcatori | 28’ (rig.) Strambelli 80’ Cortellini 81’ Cianci |

| Arbitro: | Sozza (Seregno) |

|                |           |                   |
| Gurma 48’, 55’ | Marcatori | 79’ (rig.) Baclet |

| Arbitro: | Prontera (Bologna) |

|  |           |            |
|  | Marcatori | 30’ Mazzeo |

| Arbitro: | Giovani (Grosseto) |

|                                            |           |  |
| Iemmello 22’, 71’ Saint-Maza 26’ Vacca 63’ | Marcatori |  |

| Arbitro: | Di Ruberto (Nocera Inferiore) |

|                                 |           |                         |
| D. Marchetti 22’ Bernardino 90’ | Marcatori | 47’ Gustavo 80’ Barisic |

#### Play-out

##### Andata
| Arbitro: | Mainardi (Bergamo) |

|              |           |  |
| Baclet 90+3’ | Marcatori |  |

##### Ritorno
| Melfi 28 maggio 2016, ore 16:00 CEST Ritorno | Melfi            | 0 – 0 referto | Martina | Stadio Arturo Valerio (1 800 spett.)\| Arbitro: \| Tardino (Milano) \| |
| Arbitro:                                     | Tardino (Milano) |               |         |                                                                        |

### Coppa Italia Lega Pro

#### Fase a gironi
| Arbitro: | Camplone (Pescara) |

|           |           |  |
| Grandolfo | Marcatori |  |

| Arbitro: | Rabilotta (Sala Consilina) |

|             |           |                                                  |
| Gaetani 36’ | Marcatori | 37’ Kanoute 56’ (rig.) Mancino 90+3’ (rig.) Fall |

## Statistiche

### Statistiche di squadra
| Competizione          | Punti | In casa | In casa | In casa | In casa | In casa | In casa | In trasferta | In trasferta | In trasferta | In trasferta | In trasferta | In trasferta | Totale | Totale | Totale | Totale | Totale | Totale | DR  |
| Competizione          | Punti | G       | V       | N       | P       | Gf      | Gs      | G            | V            | N            | P            | Gf           | Gs           | G      | V      | N      | P      | Gf     | Gs     | DR  |
| --------------------- | ----- | ------- | ------- | ------- | ------- | ------- | ------- | ------------ | ------------ | ------------ | ------------ | ------------ | ------------ | ------ | ------ | ------ | ------ | ------ | ------ | --- |
| Lega Pro              | 22    | 17      | 5       | 7       | 5       | 23      | 20      | 17           | 0            | 2            | 15           | 7            | 38           | 34     | 5      | 9      | 20     | 30     | 58     | -28 |
| Play-out              | -     | 1       | 1       | 0       | 0       | 1       | 0       | 1            | 0            | 1            | 0            | 0            | 0            | 2      | 1      | 1      | 0      | 1      | 0      | +1  |
| Coppa Italia Lega Pro | 3     | 1       | 0       | 0       | 1       | 1       | 3       | 1            | 1            | 0            | 0            | 3            | 0            | 2      | 1      | 0      | 1      | 4      | 3      | +1  |
| Totale                | -     | 19      | 6       | 7       | 6       | 25      | 23      | 19           | 1            | 3            | 15           | 10           | 38           | 38     | 7      | 10     | 21     | 35     | 61     | -26 |

### Andamento in campionato
| Giornata  | 1  | 2  | 3  | 4  | 5  | 6  | 7  | 8  | 9  | 10 | 11 | 12 | 13 | 14 | 15 | 16 | 17 | 18 | 19 | 20 | 21 | 22 | 23 | 24 | 25 | 26 | 27 | 28 | 29 | 30 | 31 | 32 | 33 | 34 |
| --------- | -- | -- | -- | -- | -- | -- | -- | -- | -- | -- | -- | -- | -- | -- | -- | -- | -- | -- | -- | -- | -- | -- | -- | -- | -- | -- | -- | -- | -- | -- | -- | -- | -- | -- |
| Luogo     | T  | C  | T  | C  | T  | C  | T  | T  | C  | T  | C  | C  | T  | C  | T  | C  | T  | C  | T  | C  | T  | C  | T  | C  | C  | T  | C  | T  | T  | C  | T  | C  | T  | C  |
| Risultato | P  | N  | P  | N  | P  | V  | P  | P  | N  | P  | P  | V  | P  | V  | P  | P  | P  | P  | P  | N  | P  | N  | P  | V  | V  | N  | N  | P  | N  | P  | P  | P  | P  | N  |
| Posizione | 16 | 16 | 17 | 18 | 18 | 16 | 18 | 18 | 18 | 18 | 18 | 17 | 17 | 15 | 17 | 17 | 17 | 17 | 17 | 17 | 17 | 17 | 17 | 17 | 17 | 17 | 17 | 17 | 16 | 16 | 16 | 16 | 16 | 16 |

Fonte:  EVOLUZIONE CLASSIFICA LEGA PRO - GIRONE C 15/16, su transfermarkt.it.
Legenda:

Luogo: C = Casa; T = Trasferta. Risultato: V = Vittoria; N = Pareggio; P = Sconfitta.

### Statistiche dei giocatori
Sono in corsivo i calciatori che hanno lasciato la società a stagione in corso.
| Giocatore      | Lega Pro + Play-out | Lega Pro + Play-out | Lega Pro + Play-out | Lega Pro + Play-out | Coppa Italia Lega Pro | Coppa Italia Lega Pro | Coppa Italia Lega Pro | Coppa Italia Lega Pro | Totale   | Totale | Totale      | Totale     |
| Giocatore      | Presenze            | Reti                | Ammonizioni         | Espulsioni          | Presenze              | Reti                  | Ammonizioni           | Espulsioni            | Presenze | Reti   | Ammonizioni | Espulsioni |
| -------------- | ------------------- | ------------------- | ------------------- | ------------------- | --------------------- | --------------------- | --------------------- | --------------------- | -------- | ------ | ----------- | ---------- |
| E. Allegra     | 15                  | 0                   | 7                   | 1                   | 2                     | 0                     | 0                     | 0                     | 17       | 0      | 7           | 1          |
| A. Antonazzo   | 21+2                | 0                   | 4+1                 | 1                   | 1                     | 0                     | 0                     | 0                     | 24       | 0      | 5           | 1          |
| A. Baclet      | 27+2                | 12+1                | 5                   | 1                   | -                     | -                     | -                     | -                     | 29       | 13     | 5           | 1          |
| R. Basso       | 21+1                | 0                   | 1                   | 0                   | 1                     | 0                     | 0                     | 0                     | 23       | 0      | 1           | 0          |
| R. Bernardino  | 13+2                | 2                   | 1+1                 | 0                   | -                     | -                     | -                     | -                     | 15       | 2      | 2           | 0          |
| M. Bogliacino  | 16                  | 0                   | 2                   | 0                   | 2                     | 0                     | 1                     | 0                     | 18       | 0      | 3           | 0          |
| A. Cardore     | 2                   | 0                   | 0                   | 0                   | -                     | -                     | -                     | -                     | 2        | 0      | 0           | 0          |
| D. Cassano     | 0                   | 0                   | 0                   | 0                   | -                     | -                     | -                     | -                     | 0        | 0      | 0           | 0          |
| N. Ciotola     | 3                   | 1                   | 0                   | 0                   | -                     | -                     | -                     | -                     | 3        | 1      | 0           | 0          |
| A. Cristea     | 16                  | 3                   | 4                   | 0                   | -                     | -                     | -                     | -                     | 16       | 3      | 4           | 0          |
| G. Cristofari  | 20                  | 0                   | 3                   | 0                   | 2                     | 0                     | 0                     | 0                     | 22       | 0      | 3           | 0          |
| F. Curcio      | 19+2                | 1                   | 6                   | 2                   | 1                     | 0                     | 1                     | 0                     | 22       | 1      | 7           | 2          |
| S. D'Alterio   | 11+2                | 0                   | 3                   | 0                   | -                     | -                     | -                     | -                     | 13       | 0      | 3           | 0          |
| A. Danese      | 1                   | 0                   | 0                   | 0                   | -                     | -                     | -                     | -                     | 1        | 0      | 0           | 0          |
| A. Diakité     | 11+1                | 2                   | 2+1                 | 0                   | -                     | -                     | -                     | -                     | 12       | 2      | 3           | 0          |
| S. Dianda      | 17+1                | 0                   | 4                   | 0                   | -                     | -                     | -                     | -                     | 18       | 0      | 4           | 0          |
| U. De Lucia    | 17+1                | 1                   | 7                   | 0                   | 2                     | 0                     | 0                     | 0                     | 20       | 1      | 7           | 0          |
| A. Di Gennaro  | -                   | -                   | -                   | -                   | -                     | -                     | -                     | -                     | -        | -      | -           | -          |
| L. Di Lauri    | 11+2                | 0                   | 4                   | 0                   | -                     | -                     | -                     | -                     | 13       | 0      | 4           | 0          |
| R. D'Orsi      | 13                  | 0                   | 4                   | 0                   | -                     | -                     | -                     | -                     | 13       | 0      | 4           | 0          |
| R. Franchini   | 9                   | 1                   | 5                   | 0                   | -                     | -                     | -                     | -                     | 9        | 1      | 5           | 0          |
| U. Gabrieli    | 7                   | -16                 | 2                   | 0                   | -                     | -                     | -                     | -                     | 7        | -16    | 2           | 0          |
| A. Gabrielloni | 6                   | 0                   | 0                   | 0                   | 2                     | 0                     | 0                     | 0                     | 8        | 0      | 0           | 0          |
| D. Gaetani     | 9                   | 0                   | 0                   | 0                   | 1                     | 1                     | 0                     | 0                     | 10       | 1      | 0           | 0          |
| G. Giura       | 0                   | 0                   | 0                   | 0                   | 1                     | 0                     | 0                     | 0                     | 1        | 0      | 0           | 0          |
| A. Kušeta      | 10+2                | 1                   | 0                   | 0                   | -                     | -                     | -                     | -                     | 12       | 1      | 0           | 0          |
| D. Marchetti   | 28+2                | 1                   | 6                   | 0                   | -                     | -                     | -                     | -                     | 30       | 1      | 6           | 0          |
| V. Migliaccio  | 23+2                | 1                   | 3+1                 | 0                   | 2                     | 0                     | 0                     | 0                     | 27       | 1      | 4           | 0          |
| D. Petrachi    | -                   | -                   | -                   | -                   | 1                     | -3                    | 0                     | 0                     | 1        | -3     | 0           | 0          |
| M. Puntar      | 0                   | 0                   | 0                   | 0                   | 1                     | 0                     | 0                     | 0                     | 1        | 0      | 0           | 0          |
| I. Rajcic      | 13+2                | 0                   | 6                   | 1                   | -                     | -                     | -                     | -                     | 15       | 0      | 6           | 1          |
| E. Rullo       | 8                   | 0                   | 4                   | 0                   | 2                     | 0                     | 0                     | 0                     | 10       | 0      | 4           | 0          |
| A. Schetter    | 27                  | 2                   | 10                  | 1                   | 1                     | 0                     | 0                     | 0                     | 28       | 2      | 10          | 1          |
| A. Scialpi     | 0                   | 0                   | 0                   | 0                   | 2                     | 0                     | 0                     | 0                     | 2        | 0      | 0           | 0          |
| G. Simone      | 0                   | -0                  | 0                   | 0                   | 1                     | -0                    | 0                     | 0                     | 1        | -0     | 0           | 0          |
| C. Sirignano   | 11                  | 0                   | 2                   | 0                   | 1                     | 0                     | 0                     | 0                     | 12       | 0      | 2           | 0          |
| L. Taurino     | 14+2                | 1                   | 2+1                 | 0                   | -                     | -                     | -                     | -                     | 16       | 1      | 3           | 0          |
| A. Topo        | 1                   | 0                   | 0                   | 0                   | -                     | -                     | -                     | -                     | 1        | 0      | 0           | 0          |
| R. Verdicchio  | 1                   | 0                   | 0                   | 0                   | -                     | -                     | -                     | -                     | 1        | 0      | 0           | 0          |
| L. Viola       | 12                  | 0                   | 4                   | 0                   | 2                     | 0                     | 0                     | 0                     | 14       | 0      | 4           | 0          |
| S. Viotti      | 29+2                | -42+-0              | 3                   | 1                   | -                     | -                     | -                     | -                     | 31       | -42    | 3           | 1          |
| G. Zappacosta  | 11                  | 0                   | 5                   | 0                   | -                     | -                     | -                     | -                     | 11       | 0      | 5           | 0          |